# Гуджаратское землетрясение
Гуджаратское землетрясение 2001 года произошло 26 января в штате Гуджарат, расположенном на юго-западе Индии утром (08:46) с магнитудой 7,7. Его очаг находился на глубине 16 км от дневной поверхности. Землетрясение ощущалось практически на всей территории Индии, а также в Непале, Пакистане и на западе Китая.

## Потери
По разным оценкам погибло от 14 до 20 тысяч человек, ранено около 167 тысяч. Разрушено около 400 тысяч зданий.
По сообщению индийских властей ущерб от землетрясения составил 208,7 миллиарда рупий (около пяти миллиардов долларов). Потери собственности местного населения, составили примерно половину этой суммы. В десять миллиардов рупий оценен ущерб, нанесенный коммуникациям штата, и в двадцать миллионов рупий составили потери в среднем и мелком бизнесе штата. По подсчетам властей, на ликвидацию последствий землетрясения и последующее строительство требовалась сумма равная нанесенному ущербу. Из-за разрушения портовых мощностей существенные потери понес индийский экспорт.
Наиболее пострадали города: Бхудж и Ахмадабад. Землетрясение вызвало гибель более 20 000 человек (из них 15 000 — жители города Бхудж), ещё 167 тысяч получили многочисленные ранения. 339 тыс. зданий было разрушено и около 783 тыс. повреждены. Помимо зданий были повреждены большинство мостов и дорог в этих районах. Ущерб нанесённый землетрясением был оценён в 1,3 млрд. долларов США. Землетрясение затронуло и южные районы соседнего Пакистана: погибло 18 человек, около 100 получили ранения. Толчки ощущались также в Бангладеш и Непале. Землетрясение было вызвано сдвигом Индостанской платформы в северном направлении в сторону Евразийской литосферной плиты. Землетрясение сопровождалось многочисленными толчками, сильнейшим из которых с магнитудой М = 5,8 произошло 28 января 2001 года в 1:00 по Гринвичу.
После 1956 года по данным международных сейсмологических центров в этом районе не наблюдалось значительных проявлений сейсмической активности, выше 4 баллов, и только два землетрясения в 1982 году имели магнитуду 4,0-4,2.